# Ababda
Los ababda o ababde (عبابدة) son en su mayoría una tribu nómada de los beduinos del alto Egipto, un subgrupo del beja; algunos todavía hablan el beja, idioma del subgrupo cusita, mientras que otros hablan árabe.
Se extienden desde el Nilo en Asuánhasta el mar Rojo, y alcanzan hacia el norte de la ruta de Kena-Kossier, por eso ocupan el borde sur de Egipto al este del Nilo. Ellos se llaman entre sí "hijos del Jinns". Junto con algunos los clanes Bisharin y posiblemente con el Hadendoa, representan a los Blemios de los geógrafos clásicos, y su emplazamiento actual es casi idéntico al asignado en los tiempos de la Antigua Roma.

## Historia

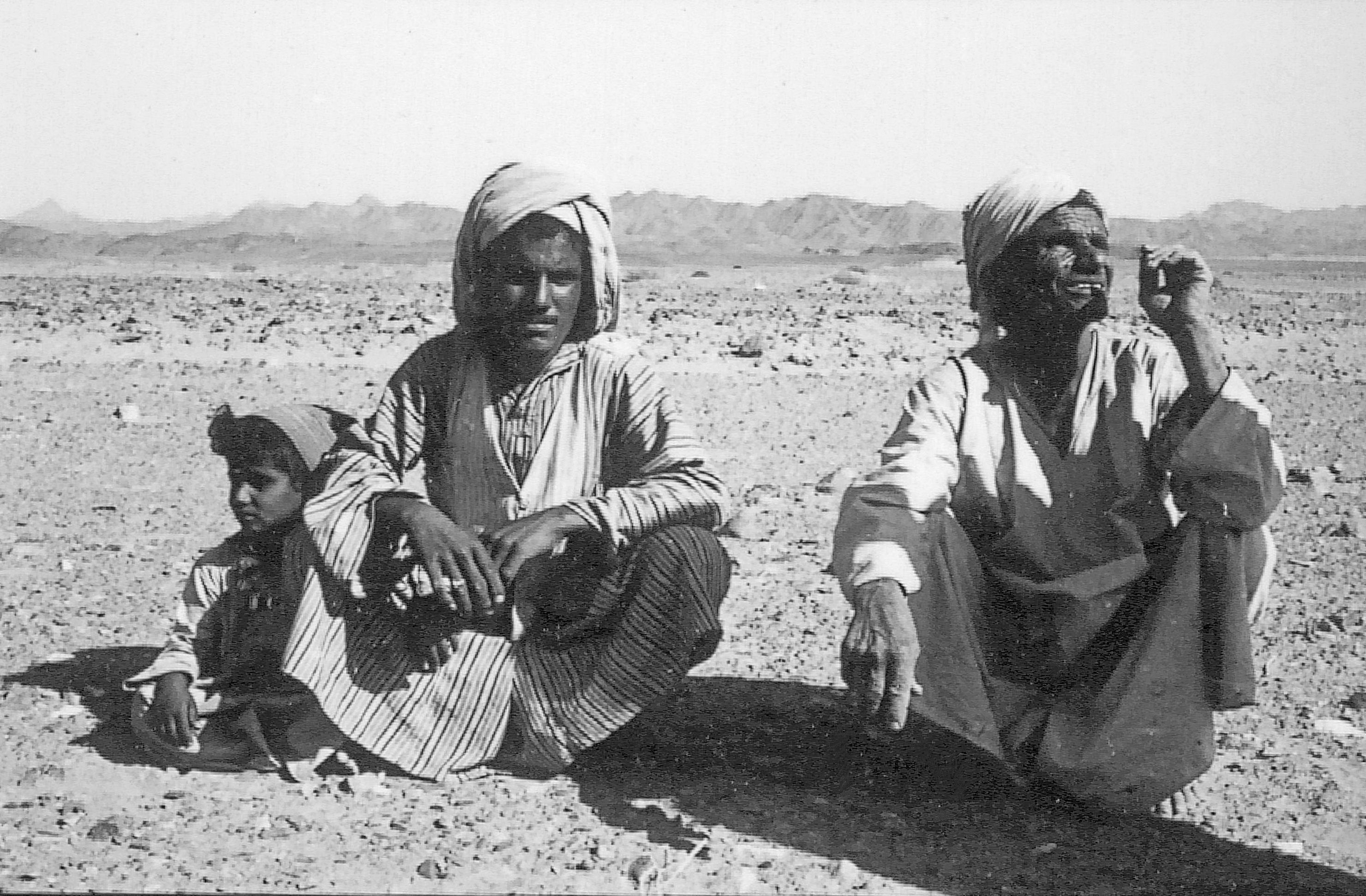
Personas del pueblo ababda en Wadi El Gamal, fotografía de 1961

Estuvieron constantemente en guerra con los romanos, quienes eventualmente los conquistaron. En la Edad Media fueron conocidos como beja, y escoltaron peregrinos por el valle del Nilo hasta Aidhab, el puerto de embarcación para Jedda. Desde tiempos inmemorables, actuaron como guías para caravanas a través del desierto de Nubia y hacia arriba del valle del río Nilo tan lejos como Sennar.
Los ababda se casaron entre sí con los nuba, y se establecieron en pequeñas colonias en Shendi y otros lugares hasta que Mehmet Alí conquistó la región a comienzos del siglo XIX. Ellos continúan siendo comerciantes que visitan distritos muy lejanos.
Hacia 1911, los ababda de Egipto eran aproximadamente 30.000, gobernados por un "jefe" heredero. Si bien era simbólicamente vasallo del jedive, no pagaba tributos. Por el contrario, era cobrador de un subsidio, un impuesto a los bienes que se traficaban por esas rutas, a cambio de la seguridad brindada en contra de ladrones beduinos.
Los ababda de Nubia, según Joseph von Russeggers quien visitó el país en 1836, eran aproximadamente 40.000, pero han disminuido desde entonces, probablemente fusionados con los bisharin, sus enemigos hereditarios. Los ababda hablan generalmente árabe (mezclado con barabra otro lenguaje nubio como resultado de su continuo contacto con Egipto; pero la porción del sur y sudeste de la tribu en muchos casos aún mantiene su lenguaje beja, To Bedawie.
En 1911, aquellos que habitan en Kosseir no hablaban este idioma delante de extranjeros, porque creían que revelar el misterioso dialecto les traería la ruina.
Los ababda a menudo sirvieron como fuerzas mercenarias para los egipcios para combatir a los nubios ribereños. En el siglo XIX con el objetivo de guiar caravanas formaron parte como fuerzas irregulares del ejército anglo-egipcio.

## Identidad

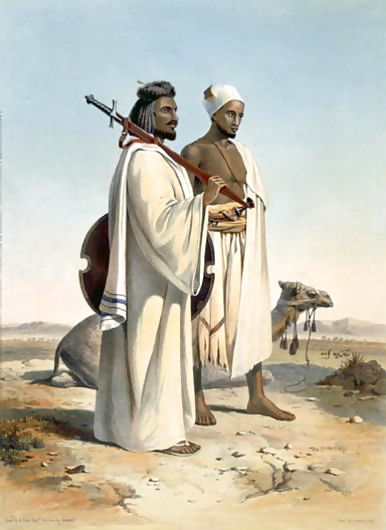
Ilustración de dos hombres del pueblo ababda de 1818.

A diferencia de sus vecinos beduinos Ma’aza y Rashaida, llegados desde el sur de la península arábiga, los ababda son un pueblo autóctono y antiguo de África, aunque su etnia y origen exacto no ha sido definido. Si bien poseen historias tradicionales de ancestros vinculados a la península arábiga, se interpretan como un intento para dar a su cultura una base más islámica. Al mismo tiempo, las pocas investigaciones antropológicas señalan un cambio en el estilo de la vida nómada de los últimos 150 años que incluye un mayor acercamiento a la cultura egipcia. Comparten también tradiciones de los beja y culturas de otras áreas de Egipto, Sudán, Somalía y Etiopía.

## Cultura

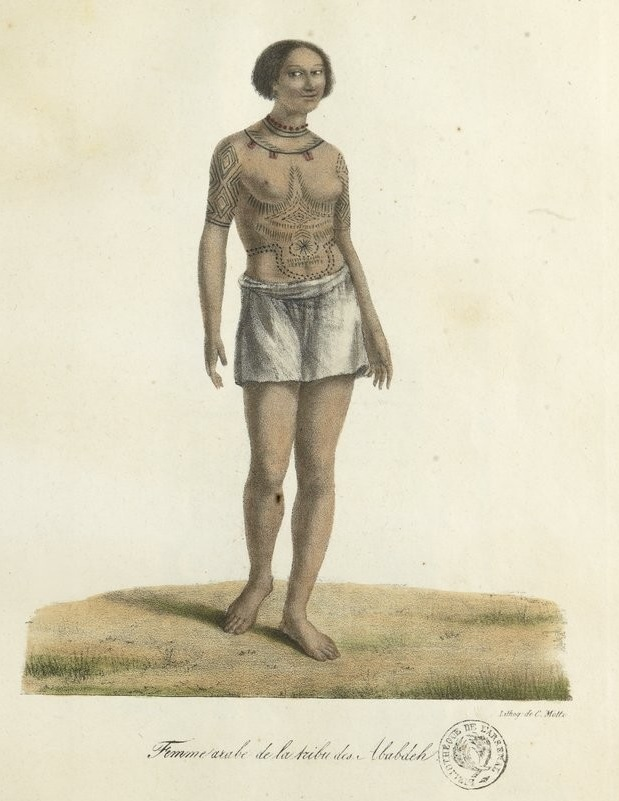
Ilustración de una mujer ababda realizada en el año 1823

Si bien la cultura material es exigua, propia de un pueblo nómada, su patrimonio intangible es vasto. Destacan como valores de la herencia Ababda el conocimiento y uso de su entorno, sus habilidades en la caza, sus fiestas y prácticas de la cría de animales, sus medicinas y conocimiento de las plantas, así como de su artesanía. Igualmente la forma de Ababda de vida está bajo presión del desarrollo moderno, en particular la expansión de las zonas urbanas, la actividad militar cerca de la frontera con Sudán y el desarrollo explosivo del turismo y sus infraestructuras en esta zona de la costa del Mar Rojo. La construcción de una Casa Ababda en el parque nacional Wadi El Gamal ha permitido conservar una colección del patrimonio material e inmaterial de los ababda.

## Religión
Los ababda son mayoritariamente musulmanes pero aún conservan prácticas religiosas africanas. El proceso de islamización tuvo lugar poco a poco entre los siglos X y XIII, así como el proceso de arabización de su cultura.

## Economía
Practican una ganadería nómada en las montañas del Mar Rojo. Principalmente crían camellos, cabras y ovejas en los valles del desierto. Complementan su economía con el comercio de carbón vegetal que producen a pequeña escala y plantas medicinales recolectadas en la zona.

## Ecología
La forma de vida ababada está estrechamente vinculada al desierto y el sostenimiento de un equilibrio ecológico con la región forma parte de sus principales esfuerzos.

## Emigración
Las comunidades se ven afectadas por la emigración de sus miembros para trabajar en los complejos hoteleros, en la construcción y otros servicios de la costa del Mar Rojo. También hay una importante migración hacia la ciudad de Asuán en busca de trabajo.